# 神谷忠
神谷 忠（かみや ただし、1939年1月5日生まれ）は、過去MFJロードレース委員会副委員長であった。
ホンダ勤務時代にはブルーヘルメットに所属していた。
（本項目は、特記以外は『図解雑学 バイクのしくみ』を参考文献とする）

## 略歴
- 本田技術研究所に勤務。
  - 高速操縦安定性の研究。
  - 4ストローク500ccGPマシンNR500の開発（完成車試験研究部門チーフ）
- HRCモトクロスチーム初代監督
- (財)MFJロードレース委員会副委員長、安全対策委員長、ダートトラック部会部会長
- 災害ネットワークボランティア埼玉・バイク災害救助隊隊長

## 主な著書
- 『フレディ・スペンサーのライディング解析』三栄書房。
- 『まんがでわかるバイクライフ[2]』集英社、1984年10月。ISBN 978-4087810479。
- 『まんがでわかるバイクライフⅡ 蛮ちゃんサーキットに挑戦[3]』集英社、1985年11月。ISBN 978-4087810523。
- 『2輪サーキットヒーロー入門 - 峠のワインディングからサーキットへ駆け上がれ!』講談社〈赤バッジシリーズ (49)〉、1986年12月。ISBN 978-4061784499。
- 『神谷忠のレーシングスクールBOOK』山海堂、1996年6月。ISBN 978-4381077134。